# Bellona (mythologie)
Bellona was de Romeinse godin van de krijgskunst. Haar naam verwijst naar bellum (oorlog), maar haar oudste naam is Duelona, die teruggaat op duellum (oudere vorm voor het woord voor oorlog). Omdat Mars de god van de krijgskunst was, werd Bellona vaak gezien als zijn gezellin, dochter, zus of echtgenote. Ze werd geëerd met offers aan het begin en einde van elke oorlog.

## Oorsprong
Er bestaat enige twijfel over de Samnitische oorsprong van de godin. Bellona vertoont grote gelijkenissen met de Samnitische godin Nerio, maar het is niet duidelijk of het om een godin gaat die de Romeinen overgenomen hebben. Wat wel vaststaat is dat de cultus rond Bellona dicht verweven is met het Sabijnse Gens Claudia. Zo zou Appius Claudius Rigellensis, consul in het jaar 495 v.Chr., beelden van zijn voorouders opgesteld hebben in een door hem ingewijde tempel voor Bellona. Vermoedelijk gaat het hier om een vrij kleine en onbekende tempel, die door latere kopiisten van de tekst verward werd met de tempel die Appius Claudius Caecus, consul in het jaar 296, liet bouwen. Over hem is namelijk bekend dat hij in het heetst van de strijd tegen de Samnieten en Etrusken een tempel beloofde aan Bellona, die hij ook daadwerkelijk liet bouwen en in 293 inwijdde. Dit gebeurde op 3 juni, dat de feestdag van Bellona werd.

## De tempel

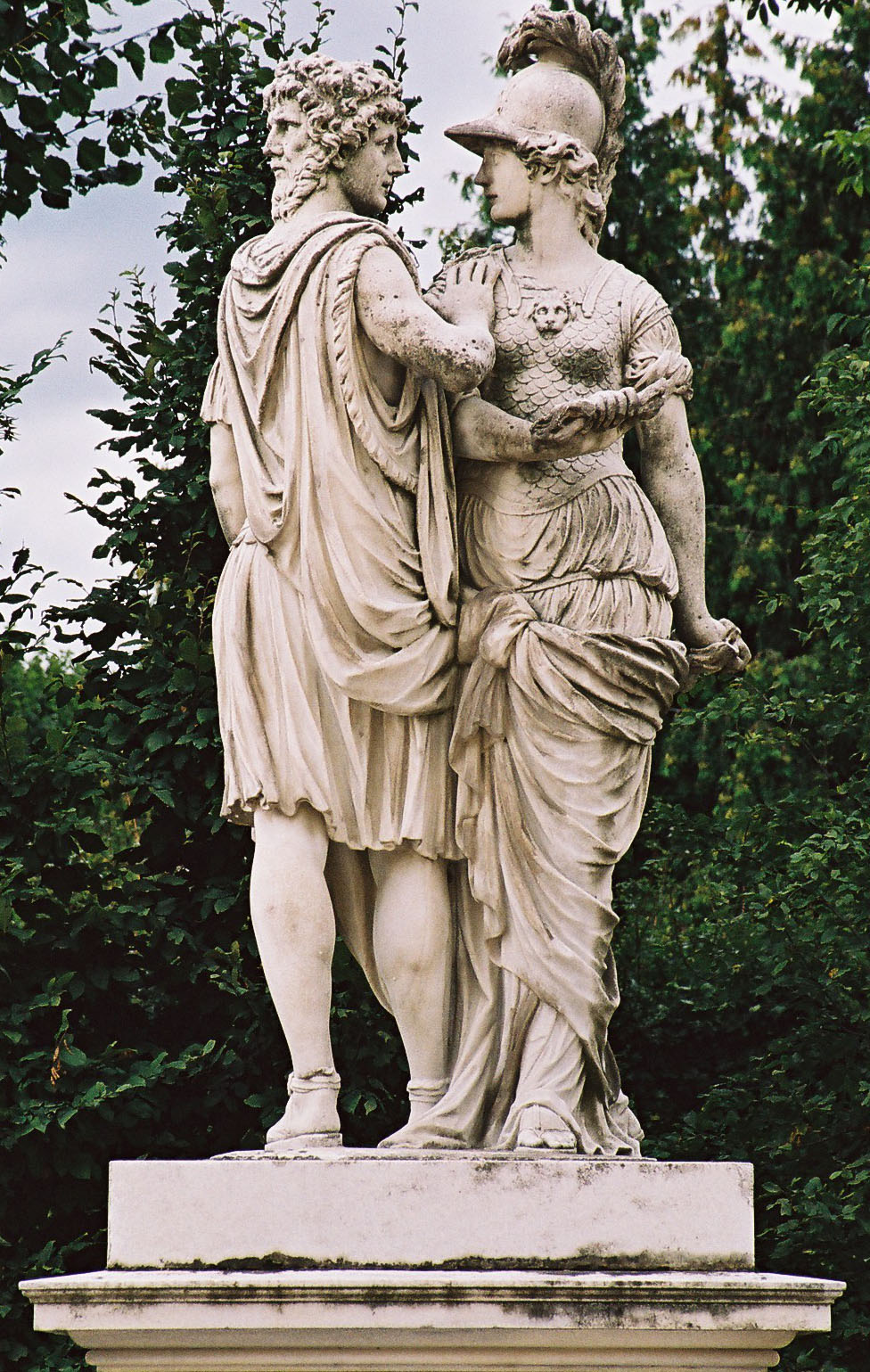
Janus en Bellona

De tempel was gelegen buiten de stad zelf, tussen het Circus Flaminius (in het westen) en het Marsveld. De tempel vervulde een belangrijke politieke functie in het antieke Rome. De Senaat ontving hier veldheren en generaals die terugkeerden van campagnes en aanspraak maakten op een triomftocht. Ook buitenlandse gezanten (in het bijzonder uit Carthago) werden hier ontvangen, omdat het ongepast was buitenlanders toe te laten in Rome zelf. De belangrijkste politieke functie van de tempel was waarschijnlijk het ritueel dat verbonden was met de oorlogsverklaring, waarbij de pater patratus als vertegenwoordiger van de fetialis een lans over de grens met het vijandige gebied moest werpen. Met de uitbreiding van het rijk werd dit gebruik moeilijker om in stand te houden en aangepast tot een symbolische handeling. Een krijgsgevangene (slaaf) werd verplicht een stukje grond aan te kopen voor de Tempel van Bellona, waarop men een symbolische grenspaal plaatste, de Columna bellica. Bij het uitbreken wierp de pater patratus dan de lans over deze zuil, op het land van de krijgsgevangene, dat symbool stond voor het vijandige gebied. Dit gebruik werd voor het eerst uitgevoerd in de oorlog tegen Pyrrhus, en werd nog uitgevoerd onder Augustus en Marcus Aurelius.

## Associaties
Met de intrede van Griekse cultuur in Rome werd Bellona geassocieerd met Enyo, een Griekse krijgsgodin die in bijna alle aspecten met Bellona overeenkwam. Dit was de eerste van een lange reeks associaties. Toen Sulla in het jaar 92 v.Chr. als propraetor naar Comana in Cappadocië ging, verscheen de godin Mâ in zijn dromen. Hij importeerde deze godin (en bepaalde aspecten van haar traditionele oriëntaalse cultus) in Rome. Het duurde niet lang alvorens Mâ geassocieerd werd met Bellona. Aanvankelijk werd deze “nieuwe” godin dan ook Mâ-Bellona genoemd, maar al gauw versmolten beiden tot Bellona, die nu zowel de oude Bellonacultus als de oosterse Mâ-cultus belichaamde. De vernieuwde Bellonacultus was geen staatscultus meer. Wanneer de status van staatscultus precies verlaten werd is niet duidelijk, maar het is mogelijk dat de gebeurtenissen van 48 v.Chr. hier een rol in spelen. Toen zouden namelijk in het heiligdom van Bellona potten met mensenvlees zijn aangetroffen.
Bepaalde tradities in de Bellonacultus benaderden sterk de Magna Mater cultus, waar de Bellonacultus zich na enige tijd ook mee begon te vereenzelvigen. De klemtoon lag hier echter meer op de Isis-figuur, en van de oorspronkelijke Bellonacultus resteerde uiteindelijk nog maar weinig.

## Priesters
De aedes Bellonae Pulvinensis vormde het publieke deel van de Bellonacultus. De priesters van Bellona waren geen Romeinse burgers. Het college van priesters bestond uit slaven, andere niet Romeinse burgers en een vrij aanzienlijk deel gladiatoren, voornamelijk Cappadociërs. De priesters werden bellonarii genoemd, of fanatici de aede Bellonae Pulvinensis. Typerend waren de zwarte kleren die tijdens optochten gedragen werden. In het heiligdom zouden ze in een soort woede-trance rond het altaar lopen en zichzelf verwonden aan armen en benen met de typische dubbele bijl, waarop ze elkaars bloed dronken, waar ze magische en helende krachten aan toeschreven.
Over de verdere geschiedenis van de Bellonacultus in de late oudheid is niets meer bekend, noch over het verdwijnen ervan.